# Mędrzyny
Mędrzyny (dawniej Mendrinis, Mendrienen, Mendryny) – osada leśna w Polsce położona w województwie warmińsko-mazurskim, w powiecie olsztyńskim, w gminie Purda. W latach 1975–1998 miejscowość była położona w województwie olsztyńskim. Osada znajduje się w historycznym regionie Warmia.

## Historia
W Mędrzynach odnaleziono ślady osadnictwa (sztylet z kości) z ok. 5 tys. p.n.e. Majątek lennny, pod nazwą Amdrei lub Armdrei, na prawie chełmińskim został założony w XVI w. przez Kapitułę Warmińską. Na strumieniu był w tym czasie młyn wodny. W XVII w. pojawia się nazwa Mendrinen, podchodząca najprawdopodobniej od staropruskiego słowa mendre – trzcina, a przyjęta od nazwy jeziora Mendrin.
W 1820 r. w osadzie były cztery domy, zamieszkałe przez 17 osób. W 1880 r. grunty rolne zostały wykupione przez lasy państwowe a następnie zalesione. Pod koniec lat 80. XX w. opisywana jako osada Mędrzyny – opustoszała osada leśna, dawniej młyn.
Przez osadę prowadzi ścieżka przyrodniczo-leśna "Mędrzyny", długości 2,1 km. Obok leśniczówki znajduje się miejsce postoju pojazdów oraz zadaszenie, przy którym, za zgodą leśniczego można rozpalić ognisko.
W miejscowości brak zabudowy.
Istnieje także osada Leśnictwo Mędrzyny, położona między wsiami Purda Leśna i Purdka a rzeką Kośną.